# Liste der Monuments historiques in Gannes
Die Liste der Monuments historiques in Gannes führt die Monuments historiques in der französischen Gemeinde Gannes auf.

## Liste der Objekte
| Bezeichnung                              | Beschreibung                | Standort                      | Kennzeichnung | Schutzstatus | Datum | Bild |
| ---------------------------------------- | --------------------------- | ----------------------------- | ------------- | ------------ | ----- | ---- |
| Skulptur Christus am Kreuz               | Eichenholz, 16. Jahrhundert | in der Kirche St-Denis (Lage) | PM60000860    | Classé       | 1925  |      |
| Ölgemälde Saint Vincent de Paul prêchant | 19. Jahrhundert             | in der Kirche St-Denis (Lage) | PM60005269    | Inscrit      | 2016  |      |